# Franciszek Macharski
 (août 2016).
Si vous disposez d'ouvrages ou d'articles de référence ou si vous connaissez des sites web de qualité traitant du thème abordé ici, merci de compléter l'article en donnant les références utiles à sa vérifiabilité et en les liant à la section « Notes et références ».
Franciszek Macharski, né le 20 mai 1927 à Cracovie et mort le 2 août 2016 dans la même ville, est un cardinal polonais, archevêque métropolitain de Cracovie de 1978 à 2005.

## Biographie

### Prêtre
Ouvrier sous l’occupation allemande, après la Seconde Guerre mondiale, Franciszek Macharski entre au grand séminaire de Cracovie. Il est ordonné prêtre le 2 avril 1950 pour le diocèse de Cracovie par le cardinal Adam Stefan Sapieha.
Après avoir exercé son ministère sacerdotal en paroisse pendant six ans, il est envoyé à Fribourg en Suisse pour poursuivre ses études. Il obtient un doctorat en théologie pastorale en 1960.
Il retourne alors à Cracovie où il est directeur spirituel au séminaire métropolitain et enseigne la théologie pastorale à la faculté pontificale de théologie.
En 1970, il devient recteur du séminaire.

### Évêque
Nommé archevêque métropolitain de Cracovie en Pologne le 29 décembre 1978 pour succéder au cardinal Karol Józef Wojtyła élu pape sous le nom de Jean-Paul II, il est consacré le 6 janvier 1979 par le Pape en personne. Il est vice-président de la Conférence épiscopale polonaise de 1979 à 1994. Il est Président délégué de la seconde Assemblée spéciale pour l’Europe en 1999.
Il se retire de cette charge le 3 juin 2005 pour raison d'âge quelques semaines après la mort de Jean-Paul II. Son ministère épiscopal aura donc parfaitement coïncidé avec le ministère pétrinien de son prédécesseur à Cracovie. Il est remplacé par le secrétaire particulier de ce dernier, Stanisław Dziwisz.

### Cardinal
Il est créé cardinal par le pape Jean-Paul II lors du consistoire du 30 juin 1979 avec le titre de cardinal-prêtre de San Giovanni a Porta Latina. Il a accompagné le Pape lors de ses voyages apostoliques au Canada, aux États-Unis, en France, en Allemagne et en Italie. Il institue à Cracovie en 1985 le Dimanche de la divine Miséricorde, pratique étendue à l'ensemble de l'église catholique par Jean Paul II en 2000.
Il participe au conclave de 2005 (élection de Benoît XVI), mais ne peut prendre part aux votes du conclave de 2013 (élection de François) ayant perdu sa qualité d'électeur le jour de ses 80 ans le 20 mai 2007.
Le pape François lui rend visite le 28 juillet 2016 à l'hôpital à Cracovie, à l'occasion des journées mondiales de la jeunesse, quelques jours avant sa mort le 2 août 2016.

## Succession apostolique
Franciszek Macharski a ordonné les évêques suivants :
- Cardinal Marian Jaworski (1984)
- Évêque Jan Szkodoń (pl) (1988)
- Cardinal Kazimierz Nycz (1988)
- Archevêque Józef Życiński (pl) (1990)
- Évêque Kazimierz Ryczan (pl) (1993)
- Évêque Marian Florczyk (pl) (1998)
- Cardinal Stanisław Kazimierz Nagy, S.C.I. (2003)
- Évêque Jan Zając (pl) (2004)
- Archevêque Józef Guzdek (pl) (2004)

## Distinctions et Honneurs

### Distinctions
- Grand-officier avec étoile de l'Ordre du Mérite de la République fédérale d'Allemagne (6 octobre 2000 par le président Johannes Rau[3])
- Officier de la Légion d'honneur (Janvier 2007 remis par l'ambassadeur Pierre Ménat[4])
- Grand-croix de l'Ordre Polonia Restituta (17 février 2014 par le président Bronislaw Komorowski[5])

### Honneurs
Il reçoit le titre de docteur honoris causa de l'université Jagellonne de Cracovie en 2000.